# Guerra civile cinese
La guerra civile cinese (國共内戰T, 国共内战S, guógòng neìzhànP, lett. "guerra civile tra nazionalisti e comunisti") è un conflitto tra il Kuomintang (Partito Nazionalista Cinese, KMT) e il Partito Comunista Cinese (PCC), durato tra alterne fasi dal 1927 al 1950.
La guerra iniziò attorno al 1927 quando, dopo il precario Primo Fronte Unito creato prima dell'inizio della spedizione del Nord contro l'ostilità dei signori della guerra cinesi alla riunificazione del paese, l'ala destra del Kuomintang, guidata da Chiang Kai-shek espulse i comunisti dall'alleanza che aveva reso possibile la comunione d'intenti, dando l'inizio a una serie di campagne di accerchiamento degli avversari. Chiang Kai-shek costituì così nel 1927 un governo a Nanchino, contando sulle forze straniere, mentre nel 1928 riunificò la Repubblica di Cina. Nel 1931 Mao Zedong diventava presidente di una repubblica sovietica con base nel Jiangxi.
Dopo l'invasione giapponese della Cina nel 1937 i comunisti e i nazionalisti realizzarono per breve tempo una politica comune per respingere l'invasore. Nel 1946, fallita ogni possibilità di accordo tra le due fazioni, cominciò la seconda fase della guerra, che vide prevalere le forze maoiste; tutta la Cina continentale e le isole Hainan passarono sotto il controllo del partito comunista. Dopo la sconfitta i membri del Kuomintang si rifugiarono nell'isola di Taiwan, ultimo bastione della Repubblica di Cina.

## Il Primo Fronte Unito
Nel 1911, per sconfiggere i signori della guerra, che al collasso della dinastia Qing si erano divisi il potere nella maggior parte della Cina settentrionale, il Kuomintang, fondato da Sun Yat-sen, ricercò in un primo tempo l'appoggio degli stati dell'Europa occidentale e degli Stati Uniti. Nel 1921, non avendo ricevuto alcuna risposta alle sue richieste di aiuto, decise di rivolgersi all'Unione Sovietica, che allora stava uscendo dalla guerra civile in cerca di un ruolo internazionale. La politica sovietica fu quella di appoggiare contemporaneamente sia Sun Yat-sen ed il Kuomintang che il neonato Partito Comunista Cinese.
Nel 1923 fu stipulato a Shanghai un accordo tra Sun Yat-sen ed il rappresentante del Comintern Adol'f Abramovič Ioffe, accordo che prevedeva l'aiuto sovietico per l'unificazione della Cina, e consentì un'alleanza tra KMT e PCC. Fin dal 1923, consulenti sovietici, tra cui Mikhail Borodin, iniziarono ad arrivare in Cina, con lo scopo di riorganizzare il Kuomintang sul modello del partito comunista sovietico. Seguendo le istruzioni del Comintern, il PCC iniziò appunto a collaborare con il KMT e i suoi membri vennero incoraggiati ad entrare e far parte del Kuomintang, pur mantenendo la loro identità politica. Da questa politica nacque il Primo Fronte Unito.
Ai membri del PCC fu permesso di aderire al KMT a livello individuale. Il Partito Comunista Cinese in quegli anni era un'organizzazione molto piccola, 300 membri nel 1922 saliti a 1500 nel 1925, in confronto al Kuomintang che, nel 1922, contava già 150000 membri. I consulenti sovietici aiutarono anche i nazionalisti ad istituire scuole per la formazione di quadri esperti nelle tecniche della mobilitazione di massa e, nel 1923, Chiang Kai-shek, uno dei luogotenenti di Sun Yat-Sen, soggiornò per molti mesi a Mosca dove studiò sia politica che tecniche militari.
Al suo ritorno in Cina, al finire del 1923, Chiang Kai-shek partecipò alla fondazione dell'Accademia militare di Whampoa, che divenne la sede del governo durante l'alleanza KMT-PCC. Nel 1924 Chiang Kai-shek divenne comandante dell'accademia di Whampoa, incrementando le probabilità di diventare successore di Sun Yat-sen alla guida del KMT.

## La Spedizione del Nord (1926-1928)
Appena pochi mesi dopo la morte di Sun Yat-sen, avvenuta nel marzo del 1925, Chiang Kai-shek in qualità di comandante dell'Esercito Rivoluzionario Nazionale dette inizio alla preparazione della tanto rinviata spedizione contro i signori della guerra con l'obiettivo di riunificare la Cina sotto il controllo del Kuomintang.
Improvvisamente, nel marzo 1926, dopo essersi imposto come capo indiscusso del KMT, grazie all'appoggio della fazione di destra, allontanò i consiglieri sovietici ed impose restrizioni nella partecipazione dei membri del PCC alle decisioni del partito nazionalista. L'Unione Sovietica, sperando di evitare comunque una definitiva frattura tra KMT e PCC ordinò ai membri del partito comunista di svolgere attività segreta a favore della Spedizione del Nord che ebbe finalmente inizio da Canton nel luglio 1926.
All'inizio del 1927 lo scontro intestino, tra KMT e PCC, giunse alle estreme conseguenze. Il partito comunista e l'ala di sinistra del KMT decisero di spostare la sede del governo nazionalista da Canton a Wuhan. Chiang Kai-shek, la cui posizione si era notevolmente rafforzata dal successo della Spedizione del Nord, inviò le forze a lui fedeli contro l'organizzazione del PCC di Shanghai. Affermando che le attività dei comunisti erano socialmente e economicamente deleterie, Chiang Kai-shek, il 12 aprile 1927, organizzò una repressione contro i comunisti e i membri del KMT fedeli al governo di Wuhan, arrestandone e massacrandone centinaia. Questa azione aprì un baratro tra Chiang Kai-shek ed il governo di Wang Jingwei e distrusse le basi urbane del PCC. Chiang Kai-shek, espulso dal KMT in seguito alle sue azioni, formò allora un governo alternativo a quello di Wuhan con sede a Nanchino.
La Cina venne così a trovarsi, per breve tempo, ad avere tre capitali: Pechino, la capitale internazionale controllata dai signori della guerra; Wuhan sede del governo dell'ala sinistra del Kuomintang, e Nanchino sede del governo formato da Chiang Kai-shek ed appoggiato dall'ala destra del Kuomintang. Lo scontro tra le due anime del Kuomintang si risolse a favore della fazione di Chiang Kai-shek che riuscì ad espellere da Wuhan i comunisti del PCC e i loro alleati. Per i dieci anni seguenti Nanchino sarà, di fatto, la sede del governo della Cina.
A seguito dei fatti di Shanghai, giunsero dal Comintern nuove indicazioni per il PCC, che dette inizio a una serie di rivolte sia in ambito urbano che rurale, in preparazione di un'ipotetica rivoluzione. I tentativi di sollevazione a Nanchang, Changsha, Shantou e Canton ebbero però esito negativo e un'insurrezione in armi nelle campagne, nota come la Rivolta del raccolto autunnale, guidata da Mao Zedong, non ebbe miglior fortuna. Sul finire del 1927 sembrava che le poche forze rimaste al PCC, arroccate in regioni poco ospitali come il Chinkangshan, dovessero avere poca speranza di sopravvivenza.
"Risolte" le questioni interne il KMT riprese la guerra contro i signori del nord, giungendo a prendere il controllo di Pechino nel giugno del 1928, portando sotto il controllo del governo di Nanchino la maggior parte della Cina orientale ed ottenendo il riconoscimento internazionale di unico e legittimo governo cinese. Il Kuomintang annunciò, in conformità con la formula di Sun Yat-sen, i tre stadi della rivoluzione: unificazione militare, regime di tutela politica e democrazia costituzionale; in questo modo la Cina, che aveva completato la prima fase, stava iniziando la seconda, sotto la guida appunto del KMT.

## Le campagne di accerchiamento e la Lunga marcia
Dopo il fallimento delle insurrezioni nelle città e nella Rivolta del raccolto autunnale il Partito comunista riorganizzò le sue restanti forze in un certo numero di basi rurali situate nel sud della Cina. Contro queste basi il Kuomintang lanciò, a partire dal 1930, una serie di campagne di accerchiamento o anche campagne di annientamento. Le prime due campagne non ottennero alcun risultato, mentre la terza nel 1931 fu bloccata dall'incidente di Mukden, che segnò l'inizio dell'occupazione giapponese in Cina. Qualche risultato iniziale venne ottenuto dalla quarta campagna di annientamento lanciata nel 1932-1933.
Nel 1933 infine, grazie alla presenza dei consiglieri militari tedeschi, Chiang Kai-shek sembrò essere vicino alla vittoria sui comunisti quando, durante la quinta campagna, riuscì a mettere pesantemente in discussione la sopravvivenza delle piccole repubbliche sovietiche fondate in diverse aree dello Jiangxi, grazie a una strategia basata sull'accerchiamento con linee fortificate concentriche. Per evitare la distruzione totale, il PCC decise, non senza discussioni e conflitti interni, di affidarsi a una mossa strategicamente azzardata: uno spostamento di più di 6000 km verso nord delle sue basi.

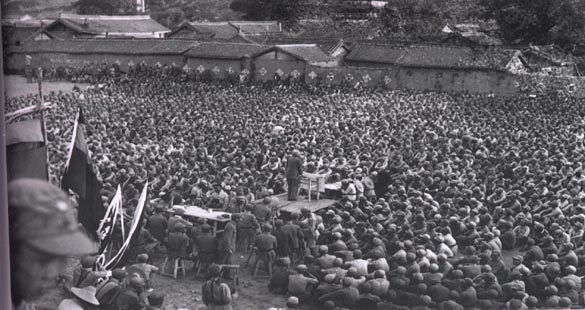
Un leader comunista arringa i superstiti della Lunga Marcia

Questa manovra, che passerà alla storia come la Lunga marcia, segnò anche il definitivo affermarsi di Mao Zedong come capo del partito comunista. Fu di Mao l'idea di qualificare la manovra non come una ritirata, bensì come un'avanzata contro il nemico giapponese. Malgrado le gravi perdite subite (si calcola che degli 80000 partiti solo 7000 siano giunti a destinazione) Mao e i superstiti delle forze comuniste giunsero infine a Yan'an, nel nord della Cina, dove esisteva già in precedenza una piccola base comunista.
I rapporti tra KMT e PCC sembrarono modificarsi sul finire del 1936 per opera di due signori della guerra del nord. Il 12 dicembre 1936 Chiang Kai-shek venne preso prigioniero da Zhang Xueliang e Yang Hucheng che lo rilasciarono solamente dopo la stipula di un patto in funzione antigiapponese con i comunisti, patto che dette vita al Secondo Fronte Unito. Durante l'invasione giapponese della Manciuria, iniziata nel 1931, Chiang Kai-shek, che considerava i comunisti come una minaccia più grave dell'intervento nipponico, aveva sempre rifiutato di allearsi con loro allo scopo di contrastare l'espansionismo nipponico. Comunque, anche dopo il dicembre 1936 e l'incidente di Xi'an la collaborazione tra i nazionalisti e comunisti rimase precaria.

## La seconda guerra sino-giapponese (1937-1945)

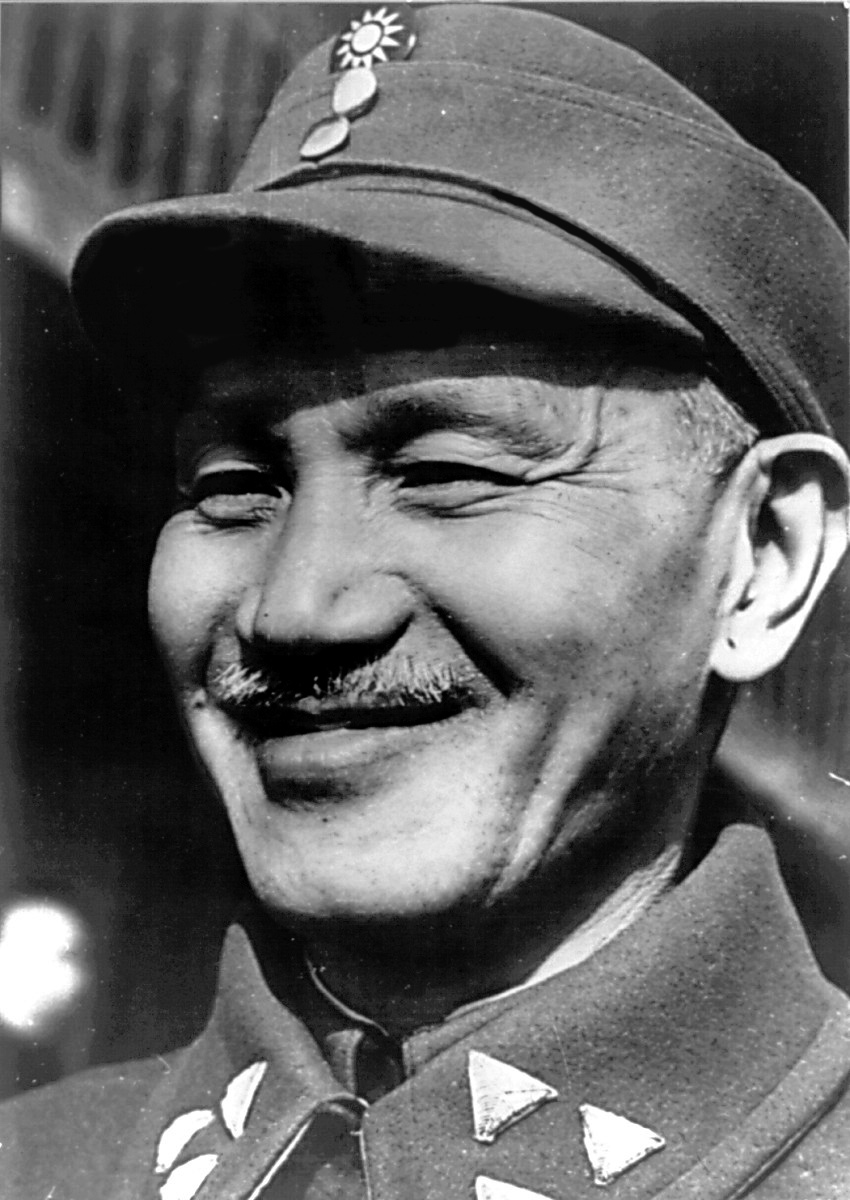
Chiang Kai-shek nel 1945

Con l'incidente del ponte Marco Polo e l'inizio della seconda guerra sino-giapponese, il conflitto tra l'esercito nazionalista e le forze comuniste si normalizzò, benché la politica del Secondo Fronte Unito rimanesse molto fragile, anche durante la seconda guerra mondiale. Formalmente le forze comuniste avrebbero dovuto entrare a far parte dell'esercito ufficiale cinese, ma il contrasto sul comando effettivo delle truppe (i nazionalisti cercarono di imporre loro ufficiali al comando delle unità fornite dal PCC), rese l'integrazione molto aleatoria.
Pur richiamandosi sempre alla politica del secondo fronte unito, entrambe le parti cercarono costantemente, durante il conflitto, di accaparrarsi il controllo della maggior parte delle cosiddette zone libere, ossia di quei distretti della Cina non occupati dai giapponesi o dai governi fantoccio a loro fedeli.

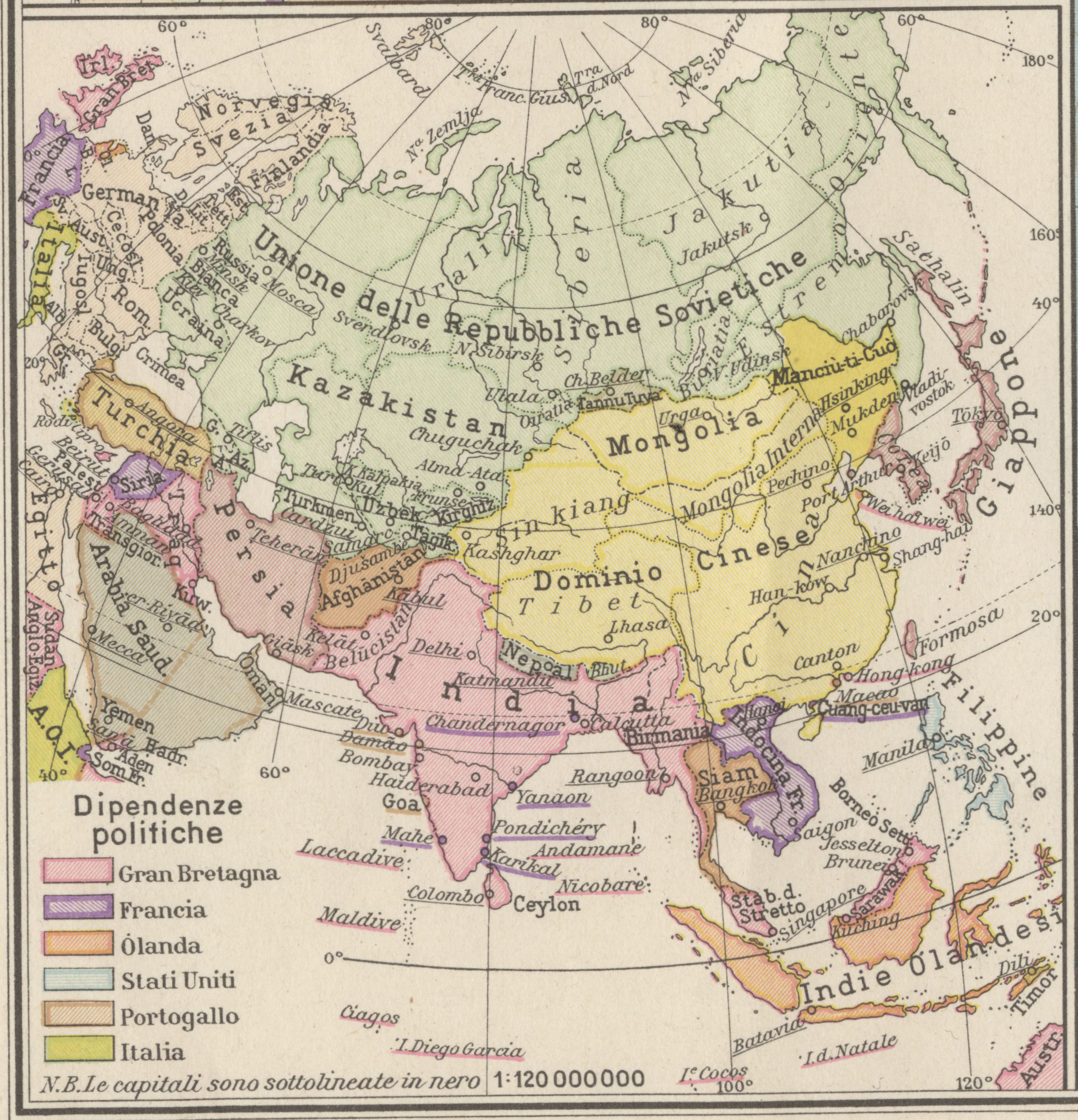
Mappa dell'Asia nel 1937

La situazione tra KMT e PCC peggiorò nuovamente tra il 1940 ed il 1941 sfociando in vere e proprie battaglie. Nel dicembre 1940 Chiang pretese che i comunisti evacuassero dalle provincie di Anhui e Jangsu, una delle loro principali unità: la Nuova Quarta Armata, giungendo quasi a distruggerla, e indebolendo così la loro posizione nella Cina centrale.
Anche il confluire del conflitto sino-giapponese nella guerra mondiale, non modificò i rapporti tra KMT e PCC. Pur senza sfociare in un'aperta guerra civile, le due parti continuarono a rafforzarsi in previsione dello "scontro finale", che supponevano sarebbe avvenuto dopo la fine della seconda guerra mondiale.
In quegli anni, grazie a una politica militare fondata su azioni di guerriglia condotta nelle zone rurali, e a un'oculata politica verso i contadini delle zone controllate, il partito comunista pose le basi per il suo successivo rafforzamento, radicandosi profondamente nel mondo contadino cinese. Per contrasto l'atteggiamento attendista dell'esercito nazionalista, che evitò di opporsi in campo aperto all'invasore giapponese, provocò l'allontanamento delle classi popolari dallo stesso Kuomintang.
Anche se alcuni storici hanno messo in dubbio l'effettivo peso militare delle azioni messe in campo dal partito comunista, è un dato incontestabile che la presenza di una costante guerriglia interna ai territori occupati, con la messa a rischio delle linee di rifornimento, costrinse il Giappone a trattenere sul suolo cinese una grande parte del suo esercito di terra.
Molti storici sono unanimi nel considerare questo periodo quello in cui il Kuomintang perse davvero l'appoggio della popolazione. Chiang Kai-shek tendeva infatti ad immagazzinare gli aiuti americani in previsione di uno scontro con i comunisti anziché impegnarsi a fondo contro le truppe giapponesi secondo la filosofia "I giapponesi sono una malattia della pelle, i comunisti sono una malattia del cuore". Questa scarsa resistenza verso l'invasore minò seriamente la popolarità del leader del Kuomintang, fornendo un ottimo spunto di propaganda a favore delle forze comuniste.

## L'immediato dopo-guerra (1945-1946)
Il crollo del Giappone nell'agosto 1945, anche in seguito ai bombardamenti atomici di Hiroshima e Nagasaki, determinò la fine della seconda guerra mondiale in Cina, con tempi più rapidi di quanto molti si aspettavano. Tra le condizioni di resa, dettate dagli USA, vi fu anche quella di arrendersi all'esercito nazionalista e non alle truppe controllate dal partito comunista.
Nello stesso agosto del 1945, l'Unione Sovietica, dopo aver dichiarato guerra al Giappone, lanciò l'operazione Tempesta d'agosto, che portò all'occupazione della Manciuria ed alla distruzione dell'Armata del Kwantung, il principale raggruppamento di unità militari nipponiche in Cina. Le truppe sovietiche catturarono oltre 700000 prigionieri ed un'ingente quantità di materiale militare che misero a disposizione del partito comunista.
Sul finire del 1945 Chiang Kai-shek, preoccupato dalla possibilità che i comunisti acquisissero il completo controllo della Manciuria, cercò un accordo con l'Unione Sovietica, per ritardare il previsto ritiro delle truppe sovietiche fino a quando l'esercito nazionalista, in fase di riorganizzazione da parte degli USA, non fosse in grado di sostituire le truppe d'occupazione. Malgrado l'apporto statunitense, che permise il trasporto per via aerea delle truppe nazionaliste, quando l'esercito sovietico si ritirò, le città erano sotto il controllo dell'esercito nazionalista mentre le campagne della Manciuria erano saldamente sotto il controllo comunista.
Con l'obiettivo di giungere ad un accordo tra le due parti, KMT e CPC, venne inviato in Cina con il ruolo di mediatore il generale statunitense George Marshall che cercò di negoziare un cessate il fuoco, che prevedesse la creazione di un governo di coalizione, comprendente rappresentanti di tutte le forze politiche cinesi.
Gli sforzi di giungere ad un accordo furono vanificati dall'intransigenza di entrambe le parti, sia sulle questioni politiche, che sul controllo delle regioni riconquistate dopo la sconfitta giapponese. Nel frattempo, a livello militare, vi fu un notevole rafforzamento di entrambi i fronti: l'esercito nazionalista, pur diminuendo di entità, venne completamente riarmato dagli Stati Uniti che utilizzarono per tale operazione l'ingente quantità di materiale bellico rimasto disponibile al termine della guerra mondiale, mentre le truppe sotto il controllo comunista, riorganizzate nell'Esercito Popolare di Liberazione, utilizzarono il materiale bellico giapponese per riorganizzarsi dandosi la struttura di un esercito convenzionale.
La fragile tregua non durò che fino alla primavera del 1946 e benché i negoziati proseguissero, Marshall fu richiamato nel gennaio del 1947.

## Lo scontro finale (1946-1950)
Con il definitivo fallimento delle trattative, sul finire del 1946, la guerra civile cinese riprese vigore. Quest'ultima fase è definita dagli storici cinesi ortodossi come Guerra di liberazione (解放戰爭 解放战争Jiěfàng Zhànzhēng).
I due schieramenti ricevettero, anche se in misura diversa, supporto dall'estero: l'Unione Sovietica fornì al Partito Comunista Cinese un moderato contributo in materiale bellico e un certo numero di consiglieri, mentre gli USA supportarono i nazionalisti sia con milioni di dollari in prestiti e materiale bellico, sia fornendo aiuto diretto nel trasporto aereo delle truppe verso il nord della Cina e la Manciuria, dove i comunisti avevano le loro basi. Il generalissimo (Gemo, nome assunto da Chiang Kai-shek) sapeva che il controllo del nord poteva essere cruciale per la guerra.
Nel frattempo il governo nazionalista, bisognoso di recuperare consenso all'interno del paese, dette il via a una serie di riforme economico-sociali. Lo sforzo fu comunque vano a causa della forte corruzione che si annidava nella classe politica e del caos nella situazione economica che stava vivendo una fase di vertiginosa inflazione.
Sul finire del 1948 la posizione dei nazionalisti era ormai del tutto compromessa. L'esercito, benché riorganizzato, riarmato e rifornito dagli USA, aveva sulle spalle oltre vent’anni di guerra: prima contro i comunisti, poi contro i giapponesi e poi nuovamente contro i comunisti, anni che ne avevano minato la tenuta psicologica, mentre l'Esercito Popolare di Liberazione, come era ora definito, proveniva, almeno per una parte dei suoi effettivi, dalla guerriglia contro il Giappone e i suoi comandanti si erano formati durante la famosa Lunga marcia, contesti che ne avevano migliorato la compattezza e lo spirito combattivo. Il risultato fu che le demoralizzate truppe nazionaliste non furono in grado di fermare l'avanzata delle forze avversarie, malgrado la loro superiorità sia di uomini che nell'armamento.

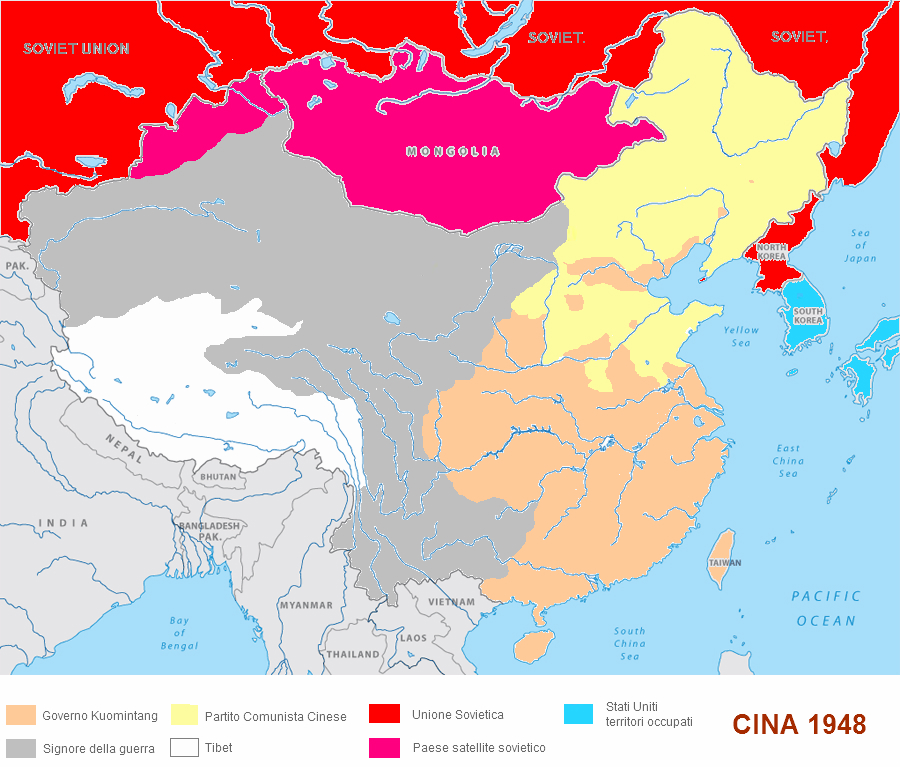
La Cina nel 1948

Anche la diffusa corruzione presente tra gli ufficiali non giovò alla combattività dell'esercito del governo di Nanchino. Oltre ad un alto numero di diserzioni individuali, vi fu anche un notevole fenomeno di diserzione di intere unità dell'esercito nazionalista che, eliminati gli ufficiali, passarono con tutte le armi nel campo comunista.
I comunisti furono abili nel conquistare la Manciuria con la decisiva campagna di Liaosen. La cattura di molto materiale bellico nazionalista fornì loro le armi pesanti, artiglieria e carri armati, necessarie per proseguire le operazioni a sud della Grande Muraglia. La campagna dello Huaihai (徐蚌會戰 淮海战役 Huaíhaî Zhànyì) svoltasi tra la fine del 1948 e l'inizio del 1949 assicurò ai comunisti il controllo della Cina centrale mentre la campagna di Pechino (平津會戰 平津战役 Píngjīn Zhànyì) permise la conquista della Cina del nord compresa la città di Pechino che fu conquistata senza combattimenti il 31 gennaio 1949.
Nell'aprile 1949 le forze comuniste varcarono il fiume Yangtze catturando la città di Nanchino, capitale, fino a quel momento, del governo della Cina nazionalista. In molti casi le campagne e le piccole città subirono l'influenza dei comunisti ben prima della capitolazione delle città principali. Sul finire del 1949 l'Esercito di Liberazione Popolare inseguì le rimanenti forze nazionaliste nel sud della Cina.
Il 1º ottobre 1949 Mao Zedong proclamò la costituzione della Repubblica Popolare Cinese con capitale Pechino. Caduta l'ultima capitale nazionalista Chongqing nel novembre, Chiang Kai-shek con circa 600000 soldati e circa 2000000 di civili, abbandonò con una lunga marcia da Chongqing alla costa del mar cinese, e da qui grazie all'aiuto navale della 7ª Flotta statunitense, la Cina continentale per rifugiarsi nell'isola di Taiwan. Nel dicembre dello stesso anno Chiang Kai-shek proclamò la città di Taipei come capitale provvisoria della Repubblica Cinese, affermando di rappresentare il solo governo legittimo della Cina. Poco dopo, sempre in dicembre, cade l'ultima grande città continentale rimasta ancora in mano ai nazionalisti, Chengdu.
Le ultime sacche di resistenza nazionaliste nel sud furono debellate all'inizio del 1950 e la guerra si concluse con la conquista da parte del governo di Pechino dell'isola Hainan nel maggio del 1950. Alcune guarnigioni (circa 6500 persone tra soldati e familiari) attraversando lo Yunnan si rifugiarono in Birmania nello stato Shan unendosi agli indipendentisti locali e finanziandosi con il traffico di eroina verso l'Indocina francese, provocando un persistente stato di tensione in Birmania, e tra essa e la Cina, fino a quando tali forze furono sbaragliate in un'operazione congiunta cino-birmana, tra il 14 novembre 1960 e il 9 febbraio 1961.

## I rapporti tra le due Cine dopo il 1950
Molti osservatori internazionali, agli inizi del 1950, ritenevano imminente la caduta del governo nazionalista di Chiang Kai-shek come conseguenza dell'invasione di Taiwan da parte del governo di Pechino ed anche gli Usa inizialmente non sembrarono interessarsi al destino del loro antico alleato.
La situazione cambiò del tutto con l'invasione della Corea del Sud da parte della Corea del Nord (25 giugno 1950) e l'inizio della guerra di Corea. A questo punto permettere una vittoria totale comunista sopra Chiang Kai-shek divenne politicamente impossibile per gli Stati Uniti, al punto che il presidente Harry Truman ordinò alla Settima Flotta statunitense di occupare la porzione di mare tra la Cina continentale e Taiwan, in modo da impedire il lancio di un'operazione di sbarco da parte del governo di Pechino.
Negli anni tra il 1950 ed il 1960 il governo di Taiwan mantenne una certa attività di piccole incursioni nelle zone costiere della Cina continentale, benché gli Usa fossero estremamente riluttanti ad impegnarsi in alcun modo nelle continue promesse di Chiang Kai-shek di ritornare nella Cina continentale. Aerei da bombardamento nazionalisti attaccarono in più riprese obiettivi nella Repubblica Popolare Cinese e gruppi di incursori, talvolta composti anche da 80 uomini e guidati, in alcune occasioni, da militari statunitensi, misero a segno azioni volte all'uccisione di soldati, al rapimento di dirigenti politici, alla distruzione di infrastrutture ed al furto di documenti. Le forze nazionaliste giunsero a perdere circa 150 uomini in una sola incursione.
La marina della Cina nazionalista condusse una ridotta attività, perdendo alcune navi in piccoli conflitti con la marina della Repubblica Popolare. Nel giugno del 1949 il governo nazionalista aveva dichiarato il blocco di tutti i porti della Cina continentale e le sue navi tentarono di impedire a tutte le navi straniere, principalmente provenienti dall'Unione Sovietica o dalla Gran Bretagna, di avvicinarsi ai porti continentali. Questo tentativo di blocco ebbe una certa influenza anche sul traffico interno cinese, almeno fino a quando le linee ferroviarie non furono ripristinate e potenziate. L'attività della marina nazionalista provocò anche disagi all'attività dei pescatori cinesi.
Dopo la perdita della Cina un gruppo di circa 1200 soldati del Kuomintang fuggirono in Birmania e continuarono una certa attività di guerriglia. Il loro comandante, il generale Li Mi, ricevette un regolare stipendio dal governo di Taiwan ed il titolo di governatore dello Yunnan. Inizialmente queste attività ebbero l'appoggio degli Usa e la CIA si occupò di far pervenire aiuti. Quando però nel 1953 il governo birmano si appellò all'ONU per cercare di fermare l'attività dei guerriglieri nazionalisti, gli Usa fecero pressioni su Taiwan affinché ritirasse i suoi uomini. Verso la fine del 1954 circa 6000 uomini lasciarono la Birmania e Li Mi dichiarò sciolto il suo esercito.
Comunque altre migliaia di soldati rimasero nella regione ed il governo di Taiwan continuò, in segreto, a rifornirli e a comandarli. Le incursioni nella Cina Popolare andarono gradualmente diradandosi verso la fine degli anni sessanta conseguentemente al rafforzamento della struttura della Cina Popolare nella regione. Infine una parte di questi militari, fedeli al regime di Taiwan, rimase nella regione occupandosi del commercio di oppio.
Benché fossero considerate militarmente vulnerabili dagli Usa, il governo di Taiwan vedeva nelle restanti isole Fujian qualcosa di vitale importanza per un eventuale tentativo di ritorno nella Cina continentale. La prima crisi dello stretto di Taiwan ebbe inizio il 3 settembre 1954, quando l'esercito della Repubblica Popolare cominciò ad isolare Quemoy e lanciò l'attacco contro l'isola di Dachen. Il 24 gennaio del 1955 il Congresso degli Stati Uniti approvò la risoluzione su Formosa che autorizzava il presidente degli Usa a difendere le isole controllate dal governo di Taiwan.
Il presidente statunitense Eisenhower fece comunque pressioni su Chiang Kai-shek affinché venissero evacuati gli 11000 militari e i 20000 civili dell'isola di Dachen, lasciandola così nelle mani del governo di Pechino. Anche l'isola di Nanchi fu abbandonata. La prima crisi dello stretto di Taiwan finì nel marzo del 1955, quando il governo di Pechino, temendo un'escalation nucleare da parte degli Usa, pose fine ai bombardamenti.
La seconda crisi dello stretto di Taiwan ebbe inizio il 23 agosto 1958 con un intenso bombardamento di artiglieria sull'isola di Quemoy e terminò nel novembre dello stesso anno. L'isola venne completamente isolata da parte della marina della Repubblica Cinese. Malgrado gli Usa rifiutassero la proposta di Chiang Kai-shek di bombardare le postazioni di artiglieria da cui partiva l'attacco, fornirono al governo di Taiwan moderni aerei da caccia e batterie di missili anti-aerei. Il 7 settembre la marina statunitense scortò un convoglio di rifornimenti verso Quemoy senza incontrare l'opposizione delle truppe cinesi. Il 25 ottobre il governo di Pechino annunciò un cessate il fuoco a tempo indeterminato e allentò le maglie del blocco intorno all'isola, che durante la crisi era stata colpita da almeno 500000 proiettili d'artiglieria.
Nel gennaio del 1979 il governo di Pechino annunciò la fine del blocco di Quemoy e Matsu. Un ulteriore momento di tensione si ebbe tra il 1995 ed il 1996 (terza crisi dello stretto di Taiwan) in seguito ai test missilistici portati avanti del governo di Pechino.